# Решетников, Николай Михайлович
Николай Михайлович Решетников (7 апреля 1921, Агафоновка, Саратовская губерния — 27 августа 1959) — командир 1-го батальона 25-й танковой Кировоградской дважды Краснознамённой ордена Суворова бригады 29-го танкового корпуса 5-й гвардейской танковой армии 1-го Прибалтийского фронта, капитан. Герой Советского Союза.

## Биография
Родился 7 апреля 1921 года в селе Агафоновка ныне Питерского района Саратовской области. Окончил два курса Новоузенского зооветеринарного техникума.
В Красной Армии с 1939 года. Окончил Оренбургское военное танковое училище. С ноября 1941 года и до Победы над Германией в Великой Отечественной войне сражался на Западном, Степном, 2-м Украинском, 1-м Прибалтийском я 3-м Белорусском фронтах. Принимал участие в операциях начального периода войны, Курской битве, освобождении Украины, Белоруссии, Литвы, Латвии, разгроме врага на территории Восточной Пруссии. В боях был ранен и контужен.
Указом Президиума Верховного Совета СССР от 24 марта 1945 года за отвагу и мужество, проявленные при форсировании реки Миния и выходе на морское побережье в районе Паланги, капитану Решетникову Николаю Михайловичу присвоено звание Героя Советского Союза с вручением ордена Ленина и медали «Золотая Звезда».
В послевоенное время полковник Н. М. Решетников продолжал военную службу.
Умер 27 августа 1959 года. Похоронен в Минске.
Награждён орденами Ленина, Красного Знамени, Отечественной войны 2-й степени, двумя орденами Красной Звезды, медалями «За боевые заслуги», «За взятие Кёнигсберга» и тремя другими медалями.